# 星ガ丘ワンダーランド
『星ガ丘ワンダーランド』は、2016年3月5日に公開された日本の映画。第39回モントリオール世界映画祭招待作品。

## キャスト
瀬生温人
演 - 中村倫也
瀬生哲人
演 - 新井浩文
清川七海
演 - 佐々木希
清川雄哉
演 - 菅田将暉
大林津奈子
演 - 杏
楠仁吾
演 - 市原隼人
清川爽子
演 - 木村佳乃
瀬生藤二
演 - 松重豊
中尾刑事
演 - 嶋田久作

## スタッフ
- 監督 - 柳沢翔
- 脚本 - 前田浩子、柳沢翔
- プロデュース - 前田浩子
- プロデューサー - 平体雄二
- 撮影 - 今村圭佑
- 美術 - 柘植万知
- 照明 - 織田誠
- 編集 - 木村悦子
- ヘアメイク - 竹下フミ
- 助監督 - 平井淳史
- 制作担当 - 田島啓次
- 製作 - 「星ガ丘ワンダーランド」製作委員会